# Марлен Ск'япа
Марлен Ш'яппа, в італійській транскрипції Ск'яппа (фр. Marlène Schiappa; (18 листопада 1982 , Париж, Іль-де-Франс, Франція ) — французька феміністська політик, письменниця, журналістка, блогерка. Міністр-делегат у справах громадянства (2020—2022). Займається проблемами, сексуального насильства,  віку сексуальної згоди, прав матерів.

## Біографія
Марлен Ск'япа народилася 1982 року в родині історика Жана-Марка Ск'яппа.
Вивчала географію в Паризькому університеті, але отримала диплом зі зв'язків із громадськістю та нових медіа. Починала кар'єру в рекламному агентстві Havas Worldwide, після народження дитини в 2006 році залишила роботу і почала вести блог про проблеми молодих матерів. У 2008 році створила блог Maman travaille (Мати, що працює), який був позиціонований як перша соціальна мережа активних матерів, присвячена проблемам поєднання особистого життя жінок та їх професійної кар'єри. Стала професійною журналісткою, писала для Elle, Huffington Post, Le Courrier de l'Atlas та інших видань. Авторка низки книг.

## Політична кар'єра
У 2001 році брала участь у виборах до муніципальної ради Парижа, у 2014 році обрана заступницею мера Ле-Мана Жана-Клода Булара з питань рівності, боротьби з дискримінацією та хартії ЛГБТ. Крім того, обрана до комунальної ради метрополии Ле-Ман. У 2017 році вступила до відділення партії Вперед, Республіка! департаменту Сарта, в період президентської кампанії відповідала в команді Емманюеля Макрона за висвітлення проблем рівноправності чоловіків та жінок.

### Діяльність в урядах Філіппа
17 травня 2017 року призначена в уряді Едуара Філіпа державним секретарем з питань рівності між жінками та чоловіками.
21 червня 2017 року зберегла цю посаду при формуванні другого уряду Філіпа.

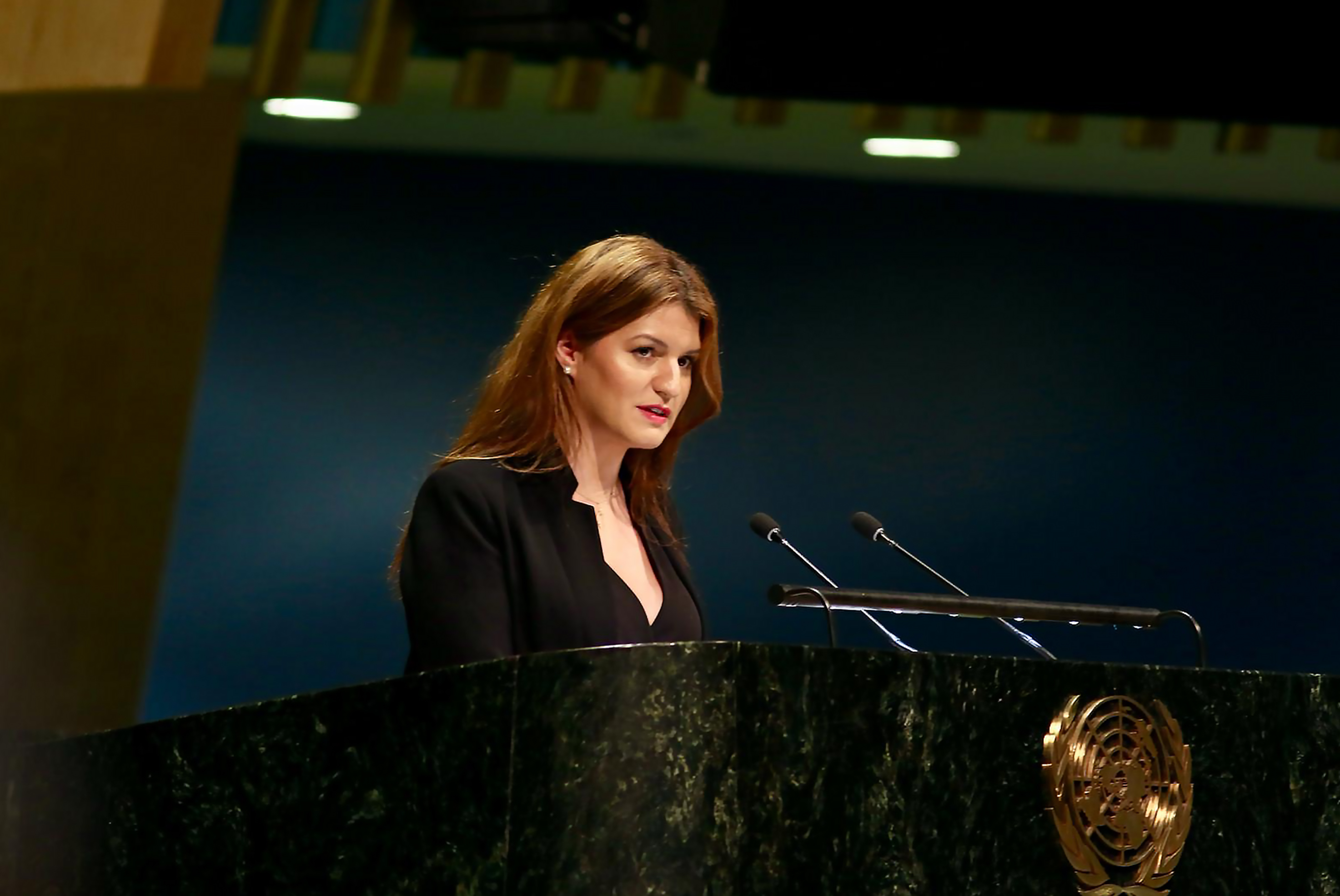
Ск'яппа на трибуні ООН у день відкриття конференції з питань становища жінок (Нью-Йорк, 11 березня 2019 року).

12 вересня 2017 року заявила в інтерв'ю BFM TV про намір президента Макрона протягом періоду своїх повноважень зробити допоміжні репродуктивні технології доступними для всіх жінок, незалежно від їхньої фертильності, з метою припинити одну з форм дискримінації лесбійок та самотніх жінок.
12 листопада 2017 року, коментуючи на прохання BFM TV випадок із виправданням у суді чоловіка, який зґвалтував 11-річну дівчинку, заявила про необхідність встановлення у Франції порогу презумпції незаперечної відсутності згоди на секс в інтервалі 13-15 років.
21 лютого 2019 року заявила в інтерв'ю виданню Valeurs actuelles, що існує "ідеологічна конвергенція" між рухом Маніфестації для всіх та ісламістськими терористами (La Manif pour tous — рух за збереження традиційної сім'ї, що зародився у Франції) за аналогією з гаслом «шлюбу для всіх», під яким було проведено легалізацію одностатевих шлюбів).
12 серпня 2019 року Ск'яппа і держсекретар із захисту дитинства Адріян Таке через смерть в американській в'язниці Джеффрі Епштейна оголосили про початок розслідування щодо можливого скоєння ним сексуальних злочинів у Франції, де міліадер володів нерухомістю і періодично жив.
У січні 2020 року увійшла до списку партії «Вперед, Республіка!» на муніципальних виборах в XIV окрузі Парижа, пояснивши своє рішення бажанням підтримати кандидатуру Бенжамена Гриво на посаду мера. За підсумками першого туру отримала 15,67 % голосів, опинившись третьою і майже втративши шанси на перемогу в другому турі, перенесеному з березня на 28 червня через епідемію COVID-19, але заявила пресі про можливість перемоги нового кандидата партії у боротьбі за мерію — колишнього міністра охорони здоров'я Аньєз Бузін, хоча в першому турі та теж залишилася третьою за рівнем підтримки виборців.

### Діяльність в уряді Кастекса
6 липня 2020 після відставки прем'єр-міністра Едуарда Філіппа було сформовано уряд Жана Кастекса, в якому Ск'яппа призначена міністром-делегатом у справах громадянства при міністрі внутрішніх справ Жеральді Дарманене.
В 2021 році за підсумками регіональних виборів в області Іль-де-Франс набрала в Парижі 10,06 % голосів, яких вистачило для отримання мандата депутата регіональної ради .
20 травня 2022 року сформовано уряд Елізабет Борн, в якому Ск'яппа не отримала жодного призначення.

### У другому уряді Борн
4 липня 2022 року при формуванні другого уряду Борн Ск'яппа була призначена державним секретарем при прем'єр-міністрі з питань солідарної та соціальної економіки та суспільного життя.

## Праці
- Я люблю мою сім'ю / J'aime ma famille, illustrations de Pacco (Robert Laffont et Marabout, 2010)
- Наважуйтеся любити товстих / Osez l'amour des rondes (La Musardine, 2010)
- Мама, що працює, керівництво / Maman travaille, le guide (First, 2011)
- Я повертаюся на роботу з дитиною / Je reprends le travail après bébé
- Ненормальний словник материнства / Le Dictionnaire déjanté de la maternité (Michalon, 2013)
- Хвала дитині-королю / Éloge de l'enfant roi (Bourin, 2013)
- 200 порад працюючій мамі / Les 200 Astuces de Maman travaille (Leducs, 2013)
- Посібник з вагітності працюючій мамі / Le Guide de grossesse de Maman travaille (Leducs, 2014)
- Не більше 4 годин сну (роман) / Pas plus de 4 heures de sommeil (roman ; Stock, 2014)
- Я перестану вичерпувати себе (з Седріком Брюг'є) / Avec Cédric Bruguière, J'arrête de m'épuiser
- Неприборкана Маріанна / Marianne est déchaînée (Stock, 2016)
- Листи моїй матці (редактор збірки) / Lettres à mon utérus (La Musardine, 2016): Direction de l'ouvrage collectif
- Про жінок-кандидатів / Femmes de candidats (Bourin, 2017)
- Де ґвалтівники? Есе про культуру згвалтування / Où sont les violeurs ? Essai sur la culture du viol (L'Aube, 2017)
- Les Lendemains avaient un goût de miel (Charleston, 2017)
- La Culture du viol — poche (L'Aube, 2018)
- Le Deuxième sexe de la démocratie (L'Aube, 2018)
- Si souvent éloignée de vous: lettres à mes filles (Stock, 2018)
- Une et indivisible. L'urgence de défendre la République (l'Aube, 2019)
- Entre toutes les femmes: Onze rencontres exceptionnelles (Grasset, 2020)
- Les Droits des femmes face aux violences (Dalloz, 2020)
- Sa façon d'être à moi (Stock, 2021)
- C'est une bonne situation, ça, ministre ? (Editions de l'Observatoire, 2022)